# Kamienica przy placu Wolności 6 w Katowicach
Kamienica przy placu Wolności 6 w Katowicach – zabytkowa kamienica mieszkalno-handlowa, położona przy placu Wolności 6 w Katowicach, na obszarze dzielnicy Śródmieście. Wzniesiono ją w 1896 roku w stylu eklektycznym z elementami neorenesansu i secesji. 

## Historia
Kamienica została wzniesiona w 1896 roku. W 1907 roku budynek został przebudowany według projektu Georga Schalschy, a w ramach tych prac nadbudowano poddasze. W 1935 roku właścicielem kamienicy był Jerzy Schalscha, a zamieszkiwali ją wówczas mieszkańcy różnej profesji. Właściciel prowadził w kamienicy swoje Biuro Architektoniczne, a poza tym posiadał filię w Trzebini. Działała w tym czasie w kamienicy także stolarnia, a w 1945 roku w budynku czynna była wytwórnia zabawek „Bobo”.
14 września 1990 roku kamienica została wpisana do rejestru zabytków nieruchomych województwa katowickiego pod numerem A/1412/90. Ochroną objęto wówczas cały budynek. W 2014 roku budynek przeszedł remont dachu oraz górnej części elewacji.
W systemie REGON w połowie lipca 2023 roku były zarejestrowane 3 działalności gospodarcze z siedzibą przy placu Wolności 6. Kamienica była wówczas siedzibą m.in. Stowarzyszenia „Młoda Sztuka Śląska”.

## Charakterystyka

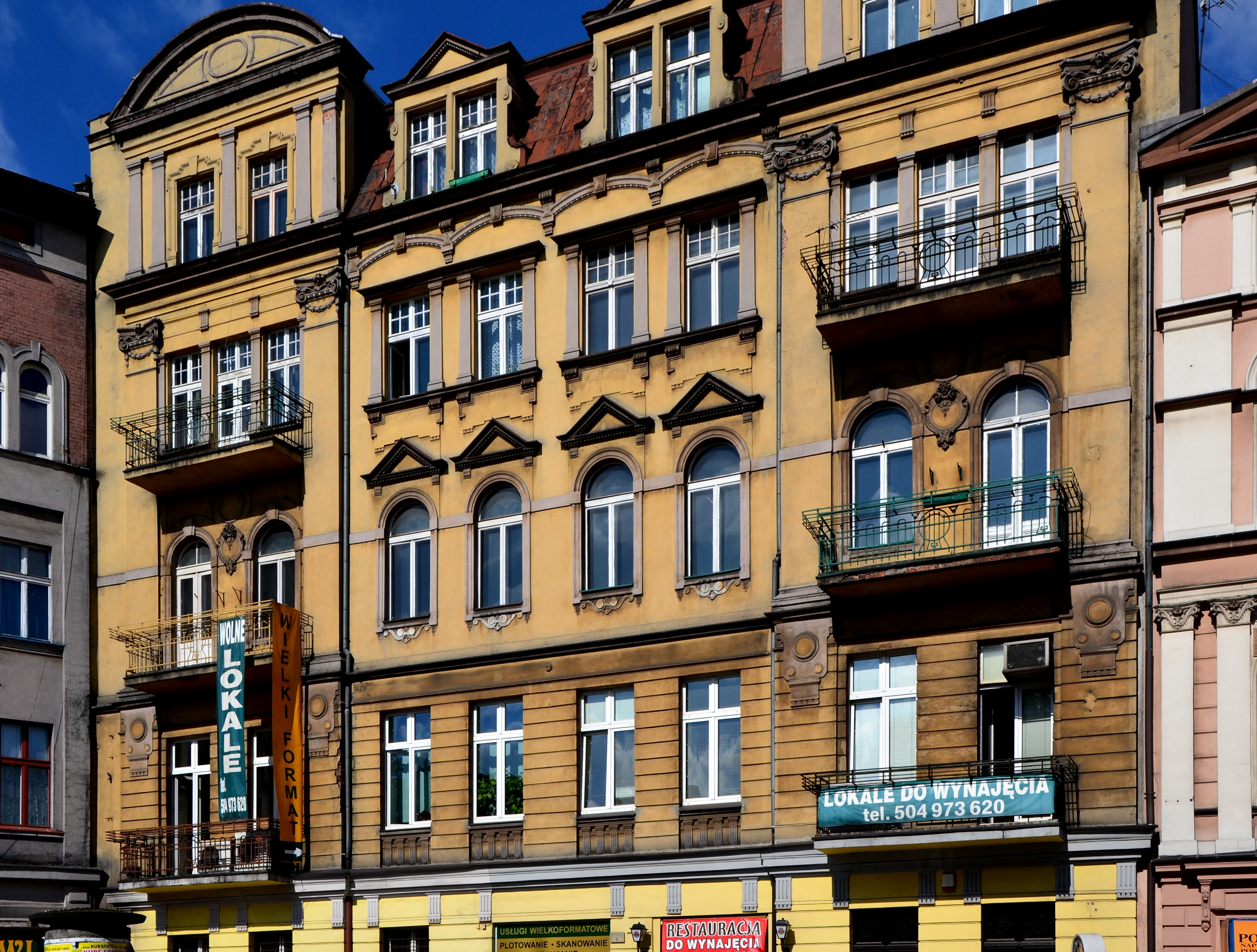
Fragment fasady kamienicy (2012)

Kamienica mieszkalno-handlowa położona jest przy placu Wolności 6 w Katowicach, w zachodniej części dzielnicy Śródmieście. Zlokalizowana jest w zwartej, północnej pierzei zabudowy placu.
Jest to budynek murowany z cegły, z tynkowanymi elewacjami, powstały na planie prostokąta z dwoma oficynami bocznymi i oficyną tylną. Powierzchnia użytkowa kamienicy wynosi 4 018,61 m², a powierzchnia zabudowy 509 m². Liczy 5 kondygnacji nadziemnych i 1 podziemną.
Kamienica architektonicznie reprezentuje styl eklektyczny z elementami neorenesansu i secesji. Fasada kamienicy jest ośmioosiowa i symetryczna. Dwie skrajne osie zostały zespolone w obrębie płytkich ryzalitów zwieńczonych półkolistymi przyczółkami i flankowanymi pilastrami na trzeciej i czwartej kondygnacji. Zostały też ujęte balkonami na drugiej, trzeciej i czwartej kondygnacji. Nad częścią środkową kamienicy znajdują się dwie mansardy z trójkątnymi przyczółkami. Pierwsze dwie kondygnacje są boniowane, a ponadto cała fasada posiada także bogate detale stiukowe: obramienia okien i dekoracje szczytów. Otwory okienne pierwszej, drugiej i czwartej kondygnacji są prostokątne, czterokwaterowe i ze ślemieniem, a trzeciej kondygnacji zostały zamknięte półkoliście, są trzykwaterowe i też mają ślemienia.
W sieni kamienicy znajdują się ceramiczne lamperie i stiukowe fasety z motywami roślinnymi. Posadzka jest betonowa, a schody dwubiegowe, metalowe, z drewnianymi stopniami i balustradami. Brama przejazdowa znajduje się w środkowej osi kamienicy i jest zintegrowana z klatką schodową.
Kamienica prócz wpisu do rejestru zabytków nieruchomych chroniona jest wpisem do gminnej ewidencji zabytków miasta Katowice.